# Element ireductibil
În algebră un element ireductibil al unui domeniu de integritate este un element nenul care nu este inversabil (adică nu este o unitate⁠(d)), și nu este produsul a două elemente neinversabile (nu are divizori proprii).
Elementele ireductibile sunt elementele terminale ale unui proces de factorizare; adică sunt factorii care nu pot fi factorizați în continuare. Factorii ireductibili ai unui element sunt definiți în mod unic, până la înmulțirea cu o unitate, dacă domeniul de integritate este un inel factorial. S-a descoperit în secolul al XIX-lea că inelul numerelor întregi ale unor corpuri de numere⁠(d) nu sunt inele factoriale, prin urmare că unele elemente ireductibile pot apărea într-o anumită factorizare a unui element și nu în alte factorizări ale aceluiași element. Necunoașterea acestui fapt este principala eroare în multe dintre demonstrațiile greșite ale Marii Teoreme a lui Fermat care au fost făcute în timpul celor trei secole dintre afirmația lui Fermat și demonstrația lui Andrew Wiles.
Definiția poate fi, și de obicei este, extinsă textual la elementele unui inel comutativ arbitrar. Pentru un inel {\displaystyle R} general, un element {\displaystyle a} din {\displaystyle R} se numește ireductibil dacă nu este nici inversabil la stânga, nici inversabil la dreapta, și nu există niciun element inversabil la stânga {\displaystyle b\in R} împreună cu un element inversabil la dreapta {\displaystyle c\in R} astfel încât {\displaystyle a=bc}.
Dacă {\displaystyle R} este un domeniu de integritate, atunci {\displaystyle a} este un element ireductibil al {\displaystyle R} dacă și numai dacă pentru orice {\displaystyle b,c\in R}, ecuația {\displaystyle a=bc} implică faptul că idealul generat de {\displaystyle a} este egal cu idealul generat de {\displaystyle b} sau egal cu idealul generat de {\displaystyle c}. Această echivalență nu este valabilă pentru inelele comutative generale, motiv pentru în definirea elementelor ireductibile de obicei se face presupunerea că inelul nu are divizori ai lui zero.

## Relația cu elementele prime
Elementele ireductibile nu trebuie confundate cu elementele prime. Într-un domeniu de integritate orice element prim este ireductibil  dar reciproca nu este adevărată în general. Reciproca este valabilă pentru inele factoriale.
Mai mult, în timp ce un ideal generat de un element prim este un ideal prim, în general nu este adevărat că un ideal generat de un element ireductibil este un ideal ireductibil. Totuși, dacă {\displaystyle D} este un domeniu CMMDC și {\displaystyle x} este un element ireductibil al {\displaystyle D}, atunci {\displaystyle x} este prim, deci idealul generat de {\displaystyle x} este un ideal prim (deci ireductibil) al {\displaystyle D}.

## Exemplu
În inelul de întregi pătratici {\displaystyle \mathbf {Z} [{\sqrt {-5}}],} se poate arăta folosind ca argumente norma unui corp că numărul 3 este ireductibil. Totuși, el nu este un element prim în acest inel, deoarece, de exemplu,
{\displaystyle 3\mid \left(2+{\sqrt {-5}}\right)\left(2-{\sqrt {-5}}\right)=9,}
dar 3 nu divide niciunul dintre cei doi factori.